# American Hockey League 1962-1963
La stagione 1962-1963 è stata la 27ª edizione della American Hockey League, la più importante lega minore nordamericana di hockey su ghiaccio. Il calendario ritornò ad essere composto da 72 partite. La stagione vide al via nove formazioni e al termine dei playoff i Buffalo Bisons conquistarono la loro quarta Calder Cup sconfiggendo gli Hershey Bears 4-3.

## Modifiche
- Nella East Division fecero il loro esordio i neonati Baltimore Clippers, formazione di Baltimora.

## Stagione regolare

### Classifiche
East Division
|  | Pos. | Squadra             | Pt | G  | V  | S  | N  | GF  | GS  | DR  |
|  | ---- | ------------------- | -- | -- | -- | -- | -- | --- | --- | --- |
|  | 1.   | Providence Reds     | 81 | 72 | 38 | 29 | 5  | 239 | 203 | +36 |
|  | 2.   | Hershey Bears       | 80 | 72 | 36 | 28 | 8  | 262 | 231 | +31 |
|  | 3.   | Baltimore Clippers  | 77 | 72 | 35 | 30 | 7  | 226 | 244 | -18 |
|  | 4.   | Quebec Aces         | 77 | 72 | 33 | 28 | 11 | 206 | 210 | -4  |
|  | 5.   | Springfield Indians | 74 | 72 | 33 | 31 | 8  | 282 | 236 | +46 |

West Division
|  | Pos. | Squadra             | Pt | G  | V  | S  | N | GF  | GS  | DR   |
|  | ---- | ------------------- | -- | -- | -- | -- | - | --- | --- | ---- |
|  | 1.   | Buffalo Bisons      | 89 | 72 | 41 | 24 | 7 | 237 | 199 | +38  |
|  | 2.   | Cleveland Barons    | 69 | 72 | 31 | 34 | 7 | 270 | 253 | +17  |
|  | 3.   | Rochester Americans | 57 | 72 | 24 | 39 | 9 | 241 | 270 | -29  |
|  | 4.   | Pittsburgh Hornets  | 44 | 72 | 20 | 48 | 4 | 200 | 317 | -117 |

Legenda:

      Ammesse ai Playoff
Note:

Due punti a vittoria, un punto a pareggio, zero a sconfitta.

### Statistiche
Classifica marcatori
| Giocatore       | Squadra             | PG | Gol | Assist | Punti |
| --------------- | ------------------- | -- | --- | ------ | ----- |
| Bill Sweeney    | Springfield Indians | 69 | 38  | 65     | 103   |
| Hank Ciesla     | Cleveland Barons    | 72 | 42  | 56     | 98    |
| Willie Marshall | Hershey Bears       | 72 | 36  | 56     | 92    |
| Art Stratton    | Buffalo Bisons      | 70 | 20  | 70     | 90    |
| Bruce Cline     | Springfield Indians | 72 | 39  | 48     | 87    |
| Cleland Mortson | Hershey Bears       | 72 | 32  | 54     | 86    |
| Bill Masterton  | Cleveland Barons    | 72 | 27  | 55     | 82    |
| John McKenzie   | Buffalo Bisons      | 71 | 35  | 46     | 81    |
| Stan Baluik     | Providence Reds     | 72 | 23  | 58     | 81    |
| Fred Glover     | Cleveland Barons    | 71 | 26  | 54     | 80    |
|                 |                     |    |     |        |       |

Classifica portieri
| Giocatore      | Squadra             | PG | MGS  |  |
| -------------- | ------------------- | -- | ---- |  |
| Eddie Giacomin | Providence Reds     | 39 | 2.62 |  |
| Denis DeJordy  | Buffalo Bisons      | 67 | 2.79 |  |
| Charlie Hodge  | Quebec Aces         | 67 | 2.84 |  |
| Gilles Mayer   | Providence Reds     | 34 | 2.91 |  |
| George Wood    | Springfield Indians | 42 | 2.93 |  |
|                |                     |    |      |  |

## Playoff
|  | Primo turno | Primo turno         | Primo turno      |                  |               | Semifinali    | Semifinali      | Semifinali |  |  | Calder Cup | Calder Cup | Calder Cup |  |
|  |             |                     |                  |                  |               |               |                 |            |  |  |            |            |            |  |
|  |             |                     |                  |                  |               | E1            | Providence Reds | 2          |  |  |            |            |            |  |
|  |             |                     |                  |                  |               | E1            | Providence Reds | 2          |  |  |            |            |            |  |
|  |             |                     | W1               | Buffalo Bisons   | 4             |               |                 |            |  |  |            |            |            |  |
|  |             |                     |                  | Buffalo Bisons   | 4             |               |                 |            |  |  |            |            |            |  |
|  |             |                     |                  |                  |               |               |                 |            |  |  |            |            |            |  |
|  |             |                     |                  |                  |               |               |                 |            |  |  |            |            |            |  |
|  |             | Buffalo Bisons      | Buffalo Bisons   | 4                |               |               |                 |            |  |  |            |            |            |  |
|  |             |                     |                  |                  |               |               |                 |            |  |  |            |            |            |  |
|  |             |                     | Hershey Bears    | Hershey Bears    | 3             |               |                 |            |  |  |            |            |            |  |
|  | E2          | Hershey Bears       | Hershey Bears    | Hershey Bears    | 3             | 2             |                 |            |  |  |            |            |            |  |
|  | E2          | Hershey Bears       |                  |                  |               |               |                 |            |  |  |            |            |            |  |
|  | E3          | Baltimore Clippers  | 1                |                  |               |               |                 |            |  |  |            |            |            |  |
|  | E3          | Baltimore Clippers  | 1                |                  | Hershey Bears | Hershey Bears | 3               |            |  |  |            |            |            |  |
|  |             |                     |                  |                  | Hershey Bears | Hershey Bears | 3               |            |  |  |            |            |            |  |
|  |             |                     | Cleveland Barons | Cleveland Barons | 2             |               |                 |            |  |  |            |            |            |  |
|  | W2          | Cleveland Barons    | Cleveland Barons | Cleveland Barons | 2             | 2             |                 |            |  |  |            |            |            |  |
|  | W2          | Cleveland Barons    |                  |                  |               |               |                 |            |  |  |            |            |            |  |
|  | W3          | Rochester Americans | 0                |                  |               |               |                 |            |  |  |            |            |            |  |

## Premi AHL
- Calder Cup: Buffalo Bisons
- F. G. "Teddy" Oke Trophy: Providence Reds
- John D. Chick Trophy: Buffalo Bisons
- Dudley "Red" Garrett Memorial Award: Doug Robinson (Buffalo Bisons)
- Eddie Shore Award: Marc Reaume (Hershey Bears)
- Harry "Hap" Holmes Memorial Award: Denis DeJordy (Buffalo Bisons)
- John B. Sollenberger Trophy: Bill Sweeney (Springfield Indians)
- Les Cunningham Award: Denis DeJordy (Buffalo Bisons)

### Vincitori
| Buffalo Bisons | Portiere: Denis DeJordy Difensori: Ian Cushenan, Aut Erickson, Ron Ingram, Ed Van Impe, Bob Wilson Attaccanti: Barry Cullen, Brian Cullen, Billy Dea, Pete Ford, Eddie Kachur, John McKenzie, Gerry Melnyk, Doug Robinson, Cliff Schmautz, Brian Smith, Art Stratton, Larry Wilson Allenatore: Billy Reay |

### AHL All-Star Team
First All-Star Team
- Attaccanti: John Ferguson • Art Stratton • John McKenzie
- Difensori: Marc Reaume • Al Arbour
- Portiere: Denis DeJordy

Second All-Star Team
- Attaccanti: Doug Robinson • Hank Ciesla • Bruce Cline
- Difensori: Bob McCord • Ian Cushenan
- Portiere: Charlie Hodge